# 钱谦益墓
钱谦益墓亦称钱牧斋墓，位于中国江苏省苏州常熟市虞山西南麓拂水岩下刘神浜、虞山南路南侧路边，柳如是墓东南侧，二者相距约50米，为明清官员钱谦益家族墓，原墓有石坊、神道、拜台灯等，均已毁，现存拜台、罗城和墓堆，占地743.4平方米，封土高1.3米，中为钱谦益父母钱世扬、顾氏墓，后有清嘉庆二十四年（1819）所立墓碑，上刻“朙赠光禄大夫宫保礼部尚书景行钱公之墓”，钱谦益墓在其昭位（左侧），钱谦益子上安、孙锦城墓在其穆位（右侧），钱谦益墓后有清嘉庆时钱泳所书青石碑和1949年后所立花岗石碑各一，前者上刻“集东坡先生书 东涧老人墓 尚湖渔者题”，并镌有“吾意独怜才”和“尚湖渔者”两印，后者上刻“钱牧斋先生墓”。墓右前方有近年所建石亭一座，上题楹联“遗民老似孤花在，陈迹闲随旧燕寻”。

## 图集
- 新建神道
- 罗城及墓堆
- 钱世扬、顾氏墓碑